# Le Cowboy
Pour les articles homonymes, voir Cowboy.
Pour plus de détails, voir Fiche technique et Distribution.
Le Cowboy est un film français réalisé par Georges Lautner, sorti en 1985.

## Synopsis
César Cappucino est un inspecteur français d'origine italienne spécialisé dans la lutte anti-drogue à Nice. Son meilleur ami a été "overdosé", des trafiquants l'ont assassiné par injection excessive de drogue. Il décide donc de se venger et de déclarer la guerre à la drogue. Mais ses exploits se finissent bien souvent à l'hôpital. Cela vient aux oreilles des spécialistes anti-drogue de Paris qui souhaitent l'utiliser pour mener l'enquête dans le quartier chinois du 13e arrondissement de Paris. Il profite de son séjour dans la capitale pour faire quelques conquêtes féminines, bien que sa maman possessive ait décidé de l'accompagner dans son périple...

## Fiche technique
Source IMDb
- Titre : Le Cowboy
- Réalisation : Georges Lautner, assisté de Dominique Brunner et Jacky Cukier
- Scénario : Georges Lautner et Georges Wolinski
- Studios : Paris-Studios-Cinéma (Studios de Billancourt)
- Pays d'origine :  France
- Format : Couleurs - 35 mm - son mono
- Genre :  comédie
- Durée : 102 minutes (1 h 42) en France
- Date de sortie : 20 mars 1985

## Distribution
- Aldo Maccione : Inspecteur Cesar Cappucino
- Renée Saint-Cyr : Marie-Louise, la mère de César
- Valérie Allain : Sylvie
- Corine Lorain : Olga
- Corinne Touzet : France
- Jacques Jouanneau : le ministre
- Henri Guybet : Brig. Lavalle
- Bernard La Jarrige : Alphonse
- Harold Kay : le directeur de la P.J.
- Michel Beaune : le commissaire
- Michel Peyrelon : Georges Solitzer
- Midori Fuijioka : Liu
- Stéphane Ferrara : Chino
- Daniel Breton : Franco
- Lionel Vitrant : Max
- Michèle Bernier : chauffeuse de taxi
- Didier Bénureau : ivrogne
- Daniel Auguste : un Barman
- Charles Bertoni: le mafieux de Toulon
- Thierry treussard : doubleur de Lionel Vitrant

## Tournage
Lieux de tournage : 
- Old Tucson - 201 S. Kinney Road, à Tucson en Arizona.